# Lelkes Gábor
Lelkes Gábor (Dunaszerdahely, 1973.–)  szlovákiai magyar közgazdász, gazdasági elemző, regionális kutató, a Magyar Tudományos Akadémia köztestületének tagja, a Fórum Kisebbségkutató Intézet munkatársa, a Magyar Regionális Tudományi Társaság tagja,  a Danube EuroConsulting think-tank igazgatója.

## Életpályája
Egyetemi tanulmányait Pozsonyban végezte a Comenius Egyetemen, ahol később doktori címet – PhD. –  is szerzett a regionális fejlesztés szakterületen. Sok szlovákiai község és város fejlesztési tervének megalkotója, közreműködött többek közt számos megye fejlesztési programjainak a kidolgozásában is, valamint a Baross Gábor felvidéki gazdaságfejlesztési terv első és második kiadásának az elkészítésében. Falvak, városok és régiók fejlesztési stratégiáinak kidolgozásában, gazdasági és társadalmi fejlődésüket elősegítő projektekben részt vett Szlovákián kívül, Magyarországon, Romániában, Csehországban, Montenegróban és Moldovában.

## Szakterületei
Regionális és településfejlesztési stratégiák, határmenti együttműködések, várostervezés, regionális gazdasági fejlesztések.

## Főbb publikációi
- Régiók és gazdaság (2008)[1][2]
- A szlovákiai regionális fejlesztéspolitika s annak középtávú dél-szlovákiai határ menti vetülete az uniós támogatáspolitika tükrében.[3]